# Ján Ďurica
Ján Ďurica (* 10. prosince 1981, Dunajská Streda) je bývalý slovenský fotbalový obránce. Účastník Mistrovství světa 2010 v Jihoafrické republice a EURA 2016 ve Francii. Hrál na postu stopera (středního obránce). Mimo Slovensko působil na klubové úrovni v Rusku, Německu, Turecku a Česku.
Jeho bratr Pavol Ďurica je také fotbalistou.

## Klubová kariéra
Ján Ďurica odešel do Ruska do klubu FK Saturn Moskevská oblast po úspěšném vystoupení Artmedie Bratislava v Lize mistrů UEFA.
31. ledna 2009 podepsal tříletou smlouvu s jiným ruským klubem Lokomotiv Moskva. V lednu 2010 odešel na půlroční hostování do německého klubu Hannover 96. V sezoně 2013/14 bojoval s Lokomotivem o ruský titul, ale ten nakonec získal klub PFK CSKA Moskva.

S Lokomotivem si zahrál v Evropské lize 2014/15. V dubnu 2015 se zranil a musel podstoupit operaci slabin. Sezóna tak pro něj skončila, ale neúspěšná nebyla, získal v ní ruský fotbalový pohár. V červnu 2016 v Lokomotivu po šesti letech skončil, nedohodl se na prodloužení spolupráce.
Následně podepsal dvouletý kontrakt s tureckým klubem Trabzonspor, kde se sešel s krajanem Matúšem Berem.

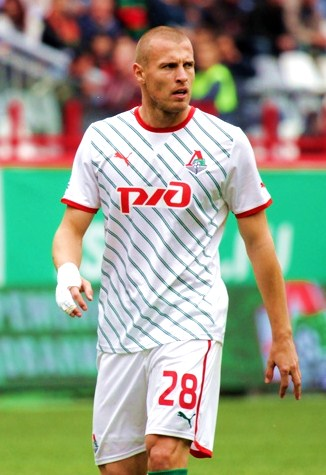
Ján Ďurica v dresu Lokomotivu Moskva.

## Reprezentační kariéra
Od roku 2004 hraje za A-mužstvo Slovenska. Debutoval v zápase Kirin Cupu 9. července 2004 proti Japonsku, který skončil výhrou domácího týmu (Japonska) 3:1. Slovenský trenér Dušan Galis jej nasadil v základní sestavě.
Zúčastnil se i Mistrovství světa 2010 v Jihoafrické republice.
V kvalifikaci na EURO 2012 vstřelil v základní skupině B jeden gól (12. října 2010 proti Irsku, remíza 1:1), Slovensko se umístilo s 15 body na konečné čtvrté příčce tabulky a na evropský šampionát nepostoupilo.
6. února 2013 nastoupil v Bruggách proti domácí Belgii. Slovensko sahalo po remíze, ale nakonec utkání prohrálo 1:2 gólem z 90. minuty. 22. března 2013 nastoupil v domácím kvalifikačním zápase v Žilině proti Litvě, který skončil remízou 1:1. 7. června 2013 vstřelil gól proti Lichtenštejnsku, ten ale znamenal pouze vyrovnání na konečných 1:1, Slovensko tak přišlo o další body v tomto kvalifikačním cyklu. V srpnu 2013 jej povolal nový trenér Slovenska Ján Kozák k přátelskému střetnutí s domácím Rumunskem (14. srpna, remíza 1:1). Nastoupil v odvetném kvalifikačním zápase s Bosnou a Hercegovinou 10. září 2013 v Žilině, Slovensko podlehlo svému balkánskému soupeři 1:2 a ztratilo naději alespoň na baráž o Mistrovství světa 2014 v Brazílii.
5. března 2014 vstřelil v přátelském utkání na stadionu Netanja proti Izraeli druhý gól střetnutí, konečné skóre znělo 3:1 pro slovenský národní tým. 9. října 2014 byl u vítězství 2:1 v kvalifikačním zápase na EURO 2016 proti Španělsku. Slovensko si po úvodní výhře nad Ukrajinou zaknihovalo výhru i nad úřadujícími mistry Evropy Španěly (2:1) a potvrdilo tak výborný vstup do kvalifikace.

### Mistrovství světa 2010
Na světovém šampionátu 2010 v Jižní Africe se Slovensko dostalo do osmifinále, kde podlehlo pozdějšímu vicemistrovi Nizozemsku 1:2. Ján Ďurica odehrál na tomto vrcholovém turnaji všechna čtyři utkání slovenského týmu. V základní skupině F v prvním zápase proti Novému Zélandu (15. června 2010) byl u remízy 1:1. V utkání proti Paraguayi (20. června 2010) se Slovensku nedařilo a prohrálo jej 0:2, Ján odehrál kompletní počet minut a obdržel žlutou kartu. Třetí zápas proti Itálii (24. června 2010) skončil cenným vítězstvím 3:2, které slovenskému mužstvu zaručilo účast v osmifinále na úkor Itálie a Nového Zélandu. V osmifinále 28. června odehrál Ďurica také kompletní počet minut, Slovensko prohrálo 1:2 a s turnajem se rozloučilo.

### EURO 2016
Trenér Ján Kozák jej vzal na EURO 2016 ve Francii, kam se Slovensko probojovalo poprvé v éře samostatnosti. V prvním utkání nastoupil proti Walesu, Slovensko prohrálo 1:2. Ve druhém zápase proti Rusku byl u výhry 2:1 a v posledním zápase základní skupiny proti Anglii utkání skončilo skončilo remízou 0:0. Slovenští fotbalisté skončili se 4 body na třetím místě tabulky, v osmifinále se představili proti reprezentaci Německa, kterému podlehli 0:3, a s šampionátem se rozloučili.

### Reprezentační a góly
Góly Jána Ďuricy za A-mužstvo Slovenska
| Gól | Datum        | Stadion                                       | Soupeř          | Skóre (min.) | Výsledek | Soutěž                   |
| --- | ------------ | --------------------------------------------- | --------------- | ------------ | -------- | ------------------------ |
| 010 | 13. 10. 2007 | Mestský štadión, Dubnica nad Váhom, Slovensko | San Marino      | 07:0 0(76.)  | 7:0      | kvalifikace na EURO 2008 |
| 02  | 12. 10. 2010 | Štadión pod Dubňom, Žilina, Slovensko         | Irsko           | 01:1 0(36.)  | 1:1      | kvalifikace na EURO 2012 |
| 03  | 7. 6. 2013   | Rheinpark Stadion, Vaduz, Lichtenštejnsko     | Lichtenštejnsko | 01:1 0(73.)  | 1:1      | kvalifikace na MS 2014   |
| 04  | 5. 3. 2014   | Stadion Netanja, Netanja, Izrael              | Izrael          | 00:2 0(69.)  | 1:3      | přátelský zápas          |

## Úspěchy

### Klubové
Artmedia Petržalka
- Slovenský pohár: 2003/04
- 1. slovenská fotbalová liga: 2004/05

#### Lokomotiv Moskva
- Ruský pohár: 2014/15

### Reprezentační
- 1× účast na Mistrovství světa ve fotbale (2010 - osmifinále)